# Omphaletis
Omphaletis là một chi bướm đêm thuộc họ Noctuidae.